# 23 (film)
23 – niemiecki dramat filmowy z 1998 roku w reżyserii Hansa-Christiana Schmida. Zdjęcia kręcono w Hanowerze, Kolonii i Berlinie.
Głównym bohaterem jest młody haker, Karl Koch, który rzekomo popełnił samobójstwo 23 maja 1989. Tytuł filmu pochodzi od obsesji bohatera związanej z numerem 23 (zjawisko często opisywane jako apofenia).

## Obsada
- August Diehl jako Karl Koch
- Fabian Busch jako David
- Dieter Landuris jako Pepe
- Stephan Kampwirth jako Maiwald
- Jan Gregor Kremp jako Lupo
- Zbigniew Zamachowski jako Sergej
- Peter Fitz jako Brückner
- Patrick Joswig jako Alex